# 大雷申湖

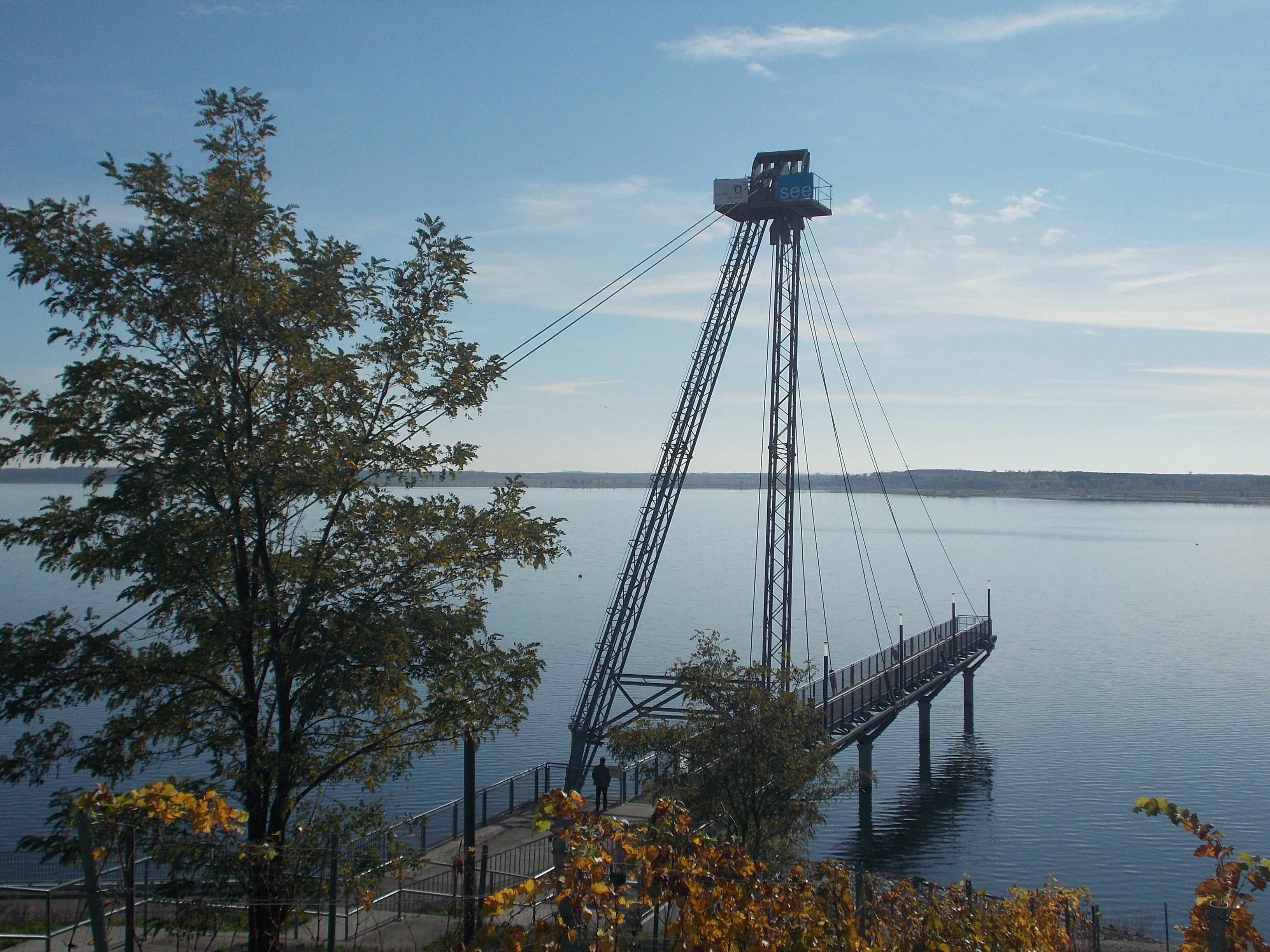

51°33′43.34″N 14°2′11.93″E / 51.5620389°N 14.0366472°E
大雷申湖（德語：Großräschener See），是德國的湖泊，位於該國西南部，由勃蘭登堡州負責管轄，處於大雷申以南和森夫滕貝格以西，面積3平方公里，海拔高度101米。